# Jack Sholder
Jack Sholder est un réalisateur américain né le 8 juin 1945 à Philadelphie (États-Unis).

## Filmographie

### comme monteur
- 1981 : Carnage, de Tony Maylam

### comme réalisateur

#### Cinéma
- 1973 : The Garden Party
- 1982 : Dément (Alone in the Dark)
- 1985 : La Revanche de Freddy (A Nightmare on Elm Street Part 2: Freddy's Revenge)
- 1987 : Hidden (The Hidden)
- 1988 : Vietnam War Story II (vidéo)
- 1989 : Flic et Rebelle (Renegades)
- 1999 : Wishmaster 2 (Wishmaster 2: Evil Never Dies) (vidéo)
- 2000 : Supernova (non crédité)
- 2001 : Arachnid
- 2002 : Beeper

#### Télévision
- 1990 : L'Aube de l'apocalypse (en) (By Dawn's Early Light) (TV)
- 1990 : Les Contes de la crypte (Tales from the Crypt) (série télévisée)
  - Les pieds du cadavre (Fitting Punishment) (1990)
- 1990 : Gabriel Bird (Gabriel's Fire) (série télévisée)
  - To Catch a Con: Part 1 (1990)
- 1993 : 12 h 01, prisonnier du temps (12:01) (TV)
- 1994 : Sélection naturelle (Natural Selection) (TV)
- 1995 : The Omen (TV)
- 1995 : Portrait dans la nuit (Sketch Artist II: Hands That See) (TV)
- 1996 : Generation X (TV)
- 1997 : Panique sur la voie express (Runaway Car) (TV)
- 1997 : Pensacola (Pensacola: Wings of Gold) (série télévisée)
- 1999 : Mortal Kombat: Conquest (série télévisée)
  - Dangereuse alliance (The Serpent and the Ice) (1999)
- 2003 : Tremors (série télévisée)
- 2004 : Panique à New Jersey (TV)

## Distinctions
- Prix de la critique, lors du Festival international du film de Catalogne 1987 pour Hidden.
- Nomination au prix du meilleur réalisateur pour Hidden, par l'Académie des films de science-fiction, fantastique et horreur en 1988.
- Prix du meilleur réalisateur et nomination au prix du meilleur film, lors du festival Fantasporto 1988 pour Hidden.
- Grand Prix, lors du Festival international du film fantastique d'Avoriaz 1988 pour Hidden.
- Prix spécial et nomination au prix du meilleur film, lors du MystFest 1989 pour Flic et Rebelle (Renegades).
- Prix Pégase du public, lors du Festival international du film fantastique de Bruxelles 1994 pour 12h01 - prisonnier du temps.
- Grand Prix du meilleur film sorti directement en vidéo, lors du festival Fantastic'Arts 1994 pour 12h01 - prisonnier du temps.
- Nomination au prix du meilleur film, lors du festival Fantasporto 2002 pour Arachnid.

## Festivals
Président du jury courts-métrages, 7e Festival International du Film Fantastique d'Audincourt, Bloody week-end , 26.27.28.29 mai 2016.